# Desmoclystia
Desmoclystia is een geslacht van vlinders van de familie spanners (Geometridae), uit de onderfamilie Larentiinae.

## Soorten
- D. abata Prout, 1941
- D. abbreviata Prout, 1941
- D. aypna Prout, 1941
- D. cnecoplaca Prout, 1929
- D. dilataria Warren, 1906
- D. falsidica Warren, 1903
- D. fulvistriga Warren, 1906
- D. hirticosta Warren, 1907
- D. humerata Warren, 1906
- D. nigribasis Warren, 1906
- D. oniria Prout, 1941
- D. prodicia Prout, 1923
- D. prodiga Warren, 1907
- D. prouti Sick, 1941
- D. rubecula Warren, 1906
- D. unipuncta Warren, 1906